# 144 TCN
Năm 144 TCN là một năm trong lịch Julius. 